# Cnemidaster sigsbeei
Cnemidaster sigsbeei är en sjöstjärneart som först beskrevs av Perrier 1894.  Cnemidaster sigsbeei ingår i släktet Cnemidaster och familjen Zoroasteridae.
Artens utbredningsområde är Mexikanska golfen. Inga underarter finns listade i Catalogue of Life.